# Белозерский район (Оренбургская область)
Белозерский район — административно-территориальная единица в составе Оренбургской и Чкаловской областей, существовавшая в 1935—1963 годах. Административный центр — село Буланово.
Белозерский район был образован в январе 1935 года в составе Оренбургской (в 1938—1957 — Чкаловской) области. 1 сентября 1938 года в его состав была передана часть территории упразднённого Кичкасского района.
По данным 1945 года включал 14 сельсоветов: Андреевский, Белозерский, Булановский, Васильевский, Горный, Дмитриевский, Ждановский, Ивановский, Ильинский, Казанский, Молотовский, Ново-Никольский, Романовский и Юзеевский. По данным 1960 года район включал 12 сельсоветов: Белозерский, Булановский, Васильевский, Горный, Дмитриевский, Ждановский, Ивановский, Ильинский, Казанский, Марксовский, Ново-Никольский и Российский.
1 февраля 1963 года Белозерский район был упразднён, а его территория разделена между Октябрьским и Шарлыкским районами.